# Čertov žľab
Čertov žľab je přírodní památka v katastrálním území obce Smolenice v okrese Trnava v Trnavském kraji na Slovensku. Území bylo vyhlášeno v roce 1992 a jeho rozloha je 23,58 hektaru. Předmětem ochrany je ojedinělý skalní žlab kaňonovitého charakteru a krasových forem v mezozoických horninách Malých Karpat. Žlab je pravděpodobně zlomového charakteru. Na horninových výchozech jsou patrné puklinové škrapy a uplatňuje se na nich gravitační rozpad.